# Разуваев, Юрий Сергеевич
Ю́рий Серге́евич Разува́ев (10 октября 1945, Москва — 21 марта 2012, там же) — советский и российский шахматист, гроссмейстер (1976).
Заслуженный тренер РСФСР (1976). Тренер сборной команды СССР по шахматам на чемпионатах Европы (1977 и 1980), Олимпиаде 1980. Шахматный журналист. Историк. Победитель Кубка европейских клубных команд (1976, 1979, в составе команды «Буревестник») и чемпионата мира среди молодёжных команд (1971, в составе команды СССР). Чемпион Спартакиады народов РСФСР (1983). Участник ряда чемпионатов СССР (1973—1985). В составе команды СССР участник матча с командой избранных шахматистов мира (Лондон, 1984, 8-я доска; 2 : 2 с Р. Хюбнером).

## Спортивная и тренерская карьера
Подростком в начале 1960-х годов занимался в группе Михаила Ботвинника, под влиянием которого сформировался логический позиционный стиль Разуваева. В Школе Ботвинника познакомился с будущим чемпионом мира Анатолием Карповым, будущими гроссмейстерами — Юрием Балашовым, Геннадием Тимощенко, а также будущим известным тренером Борисом Злотником.
Окончил Исторический факультет МГУ. Был капитаном университетской шахматной команды, за которую сам играл на первой доске.
Лучшие результаты в других международных соревнованиях: Вильнюс (1969) — 3-е, Москва (1968) — 5-е, (1970, 1982 и 1985) — 5-6-е, (1986) — 3-6-е; Поляница-Здруй (1972) — 3-4-е, 1979 — 1-е; Сьенфуэгос (1975) — 4-е, (1976) — 2-3-е, (1980) — 2-е; Сан-Паулу (1977) — 3-5-е; Люблин (1978) — 4-6-е; Дубна (1979) — 1-4-е; Залаэгерсег (1981) — 1-2-е; Лондон (1983) — 1-е; Хельсинки (1984) — 2-3-е; Дортмунд (1985) — 1-3-е; Сочи (1986) — 4-5-е; Калькутта (1986) — 5-6-е; Каппель-ла-Гранд (1987) — 4-7-е; Юрмала (1987) — 1-4-е места.
Наиболее ярко Разуваев, обладавший выдающимся педагогическим талантом, проявил себя на тренерском поприще. В 1976 ему было присвоено звание заслуженного тренера РСФСР. Он много работал с Карповым, ассистировал Ботвиннику в его прославленной школе, был тренером сборной команды СССР на чемпионатах Европы и Всемирной шахматной Олимпиаде 1980, затем — тренером сборной России. Среди его учеников — чемпионка мира Александра Костенюк и чемпион Европы Евгений Томашевский.
Разуваев принадлежал к тому поколению советских шахматистов, для которого шахматы были смыслом жизни. После того, как спортивная карьера прошла свой пик, много лет возглавлял Тренерский комитет ФИДЕ и по праву считался одним из самых авторитетных тренеров мира. Ещё в советские времена подчёркивал свою аполитичность, сочувственно относился к шахматным диссидентам, поддерживал отношения с гроссмейстерами-эмигрантами Б.Гулько, Г.Сосонко, Я.Муреем.
Был соавтором популярных книг «Акиба Рубинштейн» (1980) и «Переход в эндшпиль» (1981), а также автором многочисленных статей по теории и практике шахматной игры. Талантливо проявил себя как шахматный журналист и комментатор.
Входил в состав Попечительского Совета Российской шахматной федерации. В последние годы жизни Разуваев большое внимание уделял школьным шахматам и проекту «Шахматные надежды России», руководителем которого он являлся.
В 1999—2009 годах тренировал мужскую сборную Италии.
Разуваев был воплощением русского интеллигента, отличался изысканным вкусом в одежде, являлся тонким ценителем и знатоком искусства и литературы, особое впечатление на него производила поэзия Андрея Вознесенского. Среди невидимых нитей, связующих шахматы с другими видами творчества, Разуваев всегда выделял вдохновение. Эпиграфом к одной из его аналитических статей, опубликованных в 1970-е годы в рижском журнале «Шахматы», стояли строки Вознесенского:
«Стихи не пишутся — случаются,
Как чувства или же закат.
Душа — слепая соучастница.

Не написал — случилось так».
Разуваев — один из первых гроссмейстеров Советского Союза, кто, по мнению заслуженного тренера СССР Игоря Зайцева, умело и целенаправленно работал над собственным имиджем, владел приёмами актёрского мастерства, при этом уделял особое внимание речи, интонации и жесту, обладал индивидуальной манерой держаться, способностью концентрировать на себе внимание, не нарушая такта и чувства меры. Мог презентабельно преподнести себя далеко за пределами шахматной среды, благодаря чему позиционировался на родине и за рубежом не только как спортсмен и тренер, но прежде всего — как деятель культуры.
Скончался 21 марта 2012 года в Москве после продолжительного онкологического заболевания. Похоронен на Пятницком кладбище.

## Изменения рейтинга
| Графики недоступны из-за технических проблем. См. информацию на Фабрикаторе и на mediawiki.org. |

## Семья
Был женат единственным браком 45 лет, жена со студенческой поры — Наталья, по образованию врач-логопед.
Сын Александр Юрьевич Разуваев (15 июля 1973, Москва) — директор аналитического департамента компании «Альпари», кандидат экономических наук, один из ведущих российских аналитиков финансовых рынков.

## Книги
- Разуваев Ю. С., Мурахвери В. И. Акиба Рубинштейн. — М.: Физкультура и спорт, 1980. — 224 с. — (Выдающиеся шахматисты мира). — 75 000 экз.
- Разуваев Ю. С., Несис, Г. Е. Переход в эндшпиль. — М.: Физкультура и спорт, 1981. — 80 с. — (Библиотечка шахматиста). — 100 000 экз.
- Мацукевич А. А., Разуваев Ю. С. Энциклопедия гамбитов. — М.: Астрель, 2007. — 255 с. — 4000 экз. — ISBN 978-5-271-16258-0.
- Разуваев Ю. С. Современные гамбитные идеи в шахматной партии. — М.: Русский шахматный дом, 2014. — 120 с. — (Библиотечка шахматиста). — ISBN 978-5-94693-341-4.